# Thái vương
Thái Vương, nghĩa là Vị vua vĩ đại nhất trong tất cả các vị vua, là một danh hiệu được sử dụng cho một số vị vua của Cao Câu Ly, một quốc gia trong Tam Quốc Triều Tiên. Tên gọi này phổ biến nhất là được nói về Quảng Khai Thổ Thái Vương, vị vua thứ 19 của Cao Câu Ly, người đã đưa quốc gia này đến thời hưng thịnh nhất trong lịch sử
Tuy không có nghĩa là Hoàng đế, nhưng Thái Vương lại được đặt ngang hàng với các Hoàng đế Trung Quốc. Ngoài ra các từ này còn để chỉ hai vua Pháp Hưng và Chân Hưng của Tân La nhưng lại ít được biết tới.